# Elementary Education Act 1870
 (septembre 2016).

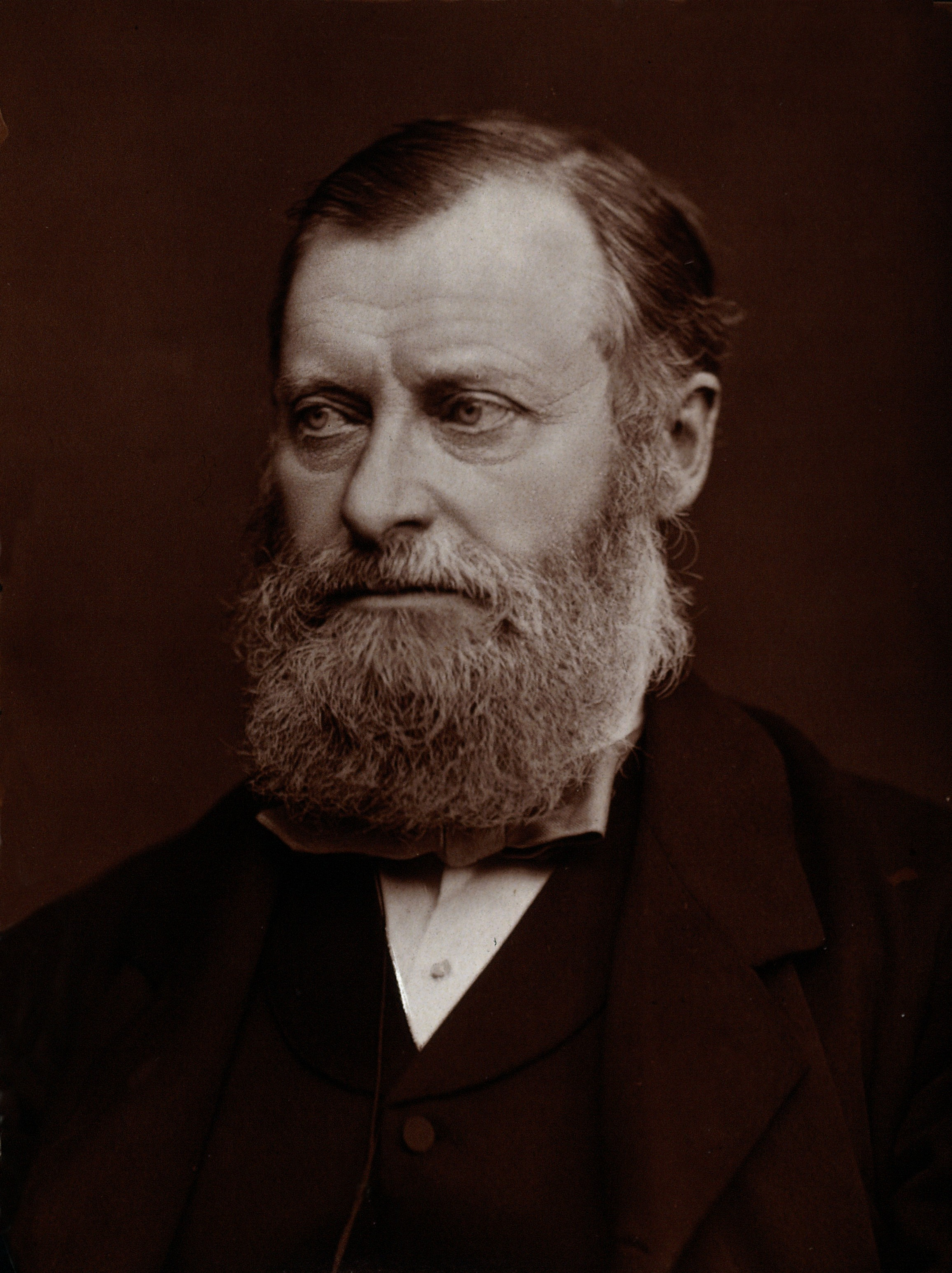
Photographie de William Forster, probablement postérieure à la loi.

L’Elementary Education Act de 1870, également connue sous le nom de loi Forster est une loi britannique sur l'enseignement primaire. Portée par le député libéral William Forster, elle permet la création d'un premier réseau d'écoles primaires publiques en Angleterre et au pays de Galles. Elle a été promulguée le 9 août 1870.

## Origines de la loi

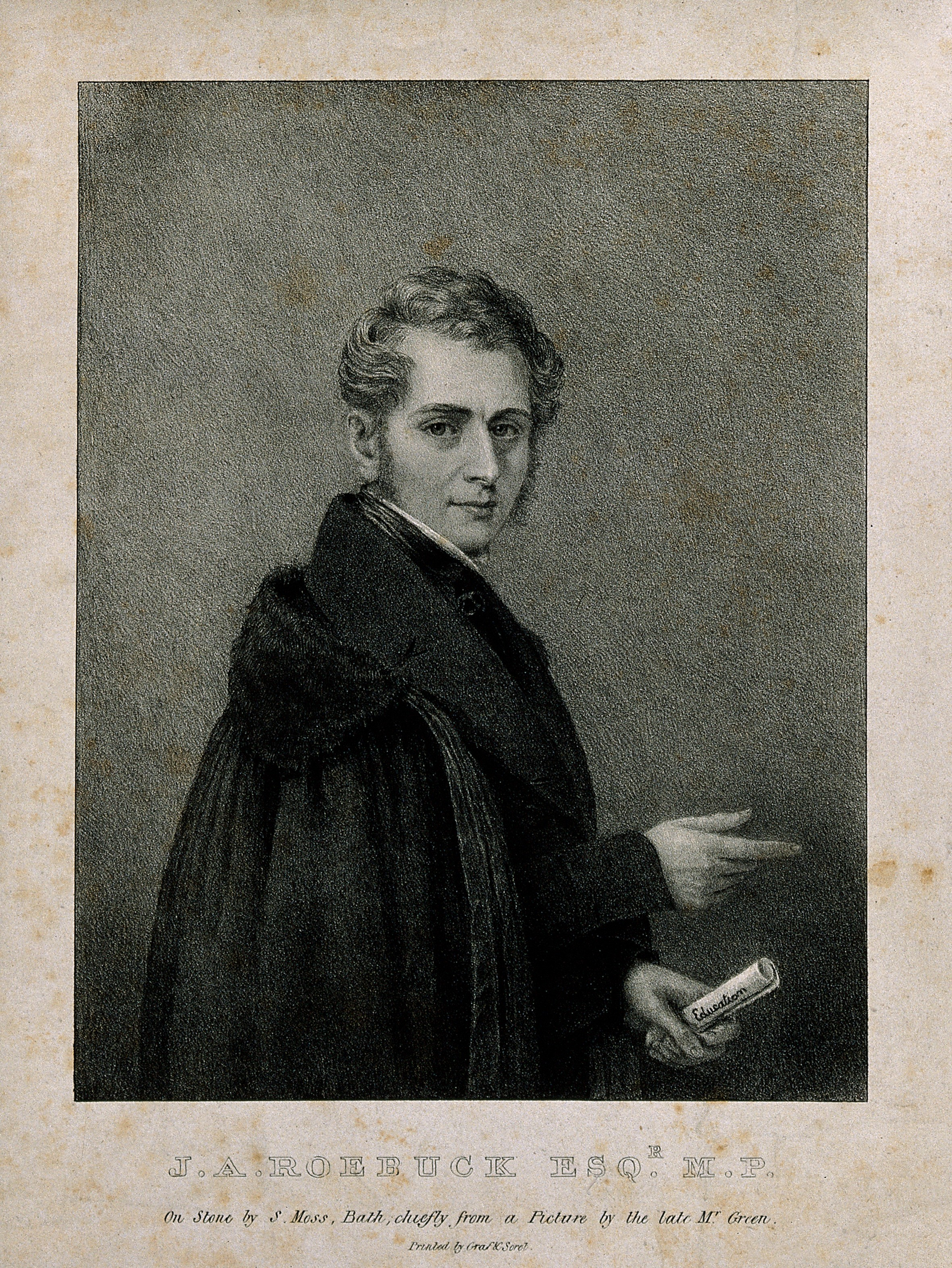
John Arthur Roebuck, gravure de 1833 : le rouleau dans sa main porte le mot Education.

La demande d'éducation du peuple est forte au XIXe siècle au Royaume-Uni, que ce soit au sein des élites ou des classes populaires. Cette aspiration est largement le fait du secteur privé : une grande variété de types d'écoles existent sur le territoire, prises en charge par des Églises ou associations religieuses (charity schools, sunday schools...), des entreprises industrielles (factory schools...), des particuliers (dame schools...), des institutions de bienfaisance (Ragged schools (en), workhouses schools...). Les autorités publiques interviennent peu, pas plus au niveau local qu'au niveau du gouvernement ou du Parlement. Plusieurs projets d'un réseau d'écoles publiques calqué notamment sur l'exemple français sont émis (notamment par des radicaux, comme John Arthur Roebuck en 1833), mais aucun ne rencontre l'adhésion. Dans les années 1850-1860, après les craintes suscitées au sein des élites par l'agitation chartiste, une série de rapports officiels pointent du doigt les insuffisances du système éducatif : insuffisance du nombre d'établissements dans de nombreuses régions, faiblesse de la fréquentation par les enfants, absence de moyens pédagogiques, médiocre qualité globale des maîtres... 
Afin de pallier les défaillances de ce système, et eu égard à l'importance de l'enjeu, l'idée d'une nécessaire intervention de l’État fait son chemin (rapport de la commission Newcastle et rapport de Thomas Arnold sur l'enseignement en France, 1861). En 1867, le second Reform Act accorde le droit de vote aux ouvriers des grands centres urbains, rendant plus urgente la question de l'éducation du peuple. Le député libéral William Forster prépare un projet qui après d'intenses débats est promulguée le 9 août 1870.

## Contenu de la loi
La Loi Forster contient une centaine d'articles. Ses principales dispositions sont :
- développement de l'offre d'écoles (article 5) par la création de School Boards (bureaux scolaires) dans les régions où les insuffisances du réseau d'établissement sont particulièrement criantes. Ces bureaux scolaires sont chargés d'y mettre en place une offre scolaire suffisante pour les enfants de 5 à 13 ans (article 6).
- les Boards sont des assemblées locales dont font partie les principaux notables.
- ces écoles pourront être gratuites pour les enfants dont les parents n'ont pas les moyens de payer (articles 17, 25, 26).
- le financement est assuré par l'établissement d'un nouvel impôt local censé permettre la construction d'écoles et le paiement des frais de scolarité des plus pauvres. Des subventions étatiques sont également prévues. Les frais de scolarité participeront également aux recettes des Boards.
- l'enseignement n'est pas obligatoire mais peut le devenir dans certains écoles ou régions si les Boards Schools le décident, et à condition que les enfants travaillant dans l'industrie en soient exemptés. C'est une mesure de compromis visant à ne pas pénaliser les milieux économiques hostiles à l'obligation scolaire qui les priverait de la main d'œuvre enfantine.
- l'enseignement délivré dans ces écoles de School Boards est non confessionnel (articles 14, 72) : elles ne dépendent d'aucune Église, ni de l'Église officielle (anglicane), ni des Églises dissidentes. C'est là encore une mesure de compromis : William Forster, ancien Quaker converti à l'anglicanisme, tient à ménager toutes les confessions. Le cours d'enseignement religieux reste obligatoire, mais se contentera de concepts chrétiens de base acceptés par l'ensemble des Églises du Royaume.
- il n'y a pas de programme particulier : c'est toujours le Revised Code de 1862 qui s'applique.

## Effets de la loi
La Loi Forster est un compromis qui déçoit les partisans les plus radicaux de l'enseignement primaire. Les School Boards ne font pas toujours preuve d'un zèle particulièrement poussé, les élites locales restant souvent hostiles et à la nouvelle fiscalité permise par la loi, et à l'obligation scolaire. En outre les dispositions qu'elle prend en matière d'obligation et de gratuité ne s'appliquent qu'aux écoles créées par les Boards et aucunement aux établissements privés.
Elle permet cependant de développer l'offre d'écoles primaires, d'imposer le principe de la décentralisation du système scolaire, d'encourager la gratuité et de préparer les esprits à des mesures plus radicales. L'enseignement primaire sera proclamé obligatoire (entre 5 et 10 ans) en 1880, et gratuit (dans les écoles des School Boards) en 1891.
Le Forster Act constitue enfin l'un des actes législatifs fondateurs du système britannique contemporain d'éducation, avec le Balfour Act de 1902 et le Butler Act de 1944.